# Die Büffel sind los!
Die Büffel sind los! ist ein deutscher Fernsehfilm des Regisseurs Tomy Wigand aus dem Jahr 2016.

## Handlung
Auf der Flucht vor ihrem ausbeuterischen Arbeitgeber verschlägt es die Rumänin Sveta auf die Schwäbische Alb. Als sie einem Büffel ausweichen will, der mitten auf der Straße steht, bleibt sie mit ihrem Auto in einem Maisfeld stecken. Sie lernt die Brüder Max und Konrad Wolf kennen und fängt an, auf deren Bauernhof zu arbeiten. Die Brüder wollen mit einer Büffelherde ihren Lebensunterhalt verdienen, es fehlt noch ein Weideland, das sie jedoch pachten könnten. Dieses wollen auch Vater und Sohn Alois und Michael Bliesinger pachten, die es für den Betrieb ihrer Biogasanlage benötigen. Insbesondere Michael möchte Max mitsamt seiner Büffel endgültig aus der Gegend vertreiben.
Sveta findet Gefallen an Max, wird aber bald von Mutter Wolf vom Hof gejagt und fängt als Kellnerin im Gasthof der Familie Bliesinger an. Dort muss sie sich gegen die Avancen von Alois und Michael Bliesinger zur Wehr setzen. Obwohl Max scheinbar nichts mehr von Sveta wissen will, hängt ihr Herz weiterhin an ihm. Das macht Michael Bliesinger eifersüchtig, der mit einer Intrige die Büffelherde und damit die Existenz der Familie Wolf vernichten will. Durch ihre Arbeit im Dorfkrug erfährt Sveta jedoch von den Plänen der Bliesingers und verrät diese an Max und Konrad.
Es kommt zum Showdown zwischen den Familien Bliesinger und Wolf, am Ende können Max und Konrad ihre Büffel und damit ihre Existenz retten und Max und Sveta finden am Ende des Films noch zueinander.

## Veröffentlichung
Die Erstausstrahlung von Die Büffel sind los! erfolgte am Freitag, den 21. Oktober 2016 im ZDF.

## Produktion
Die Büffel sind los! wurde von der U5 Filmproduktion für Degeto Film produziert.
Die Dreharbeiten fanden zwischen dem 15. September und dem 18. Oktober 2015 auf der Schwäbischen Alb statt.

## Kritik
„Mit dem Westernmythos vom ‚zu erobernden Land‘ spielender komödiantisch-dramatischer (Fernseh-)Heimatfilm, dessen epischer Ansatz an einer allzu konventionellen Dramaturgie krankt.“